# Zenaida
Zenaida é um gênero de aves da família Columbidae

## Espêcies
- Zenaida asiatica
- Zenaida meloda
- Zenaida aurita
- Zenaida galapagoensis
- Zenaida auriculata
- Zenaida macroura
- Zenaida graysoni (extinta na natureza)